# Zainal Abidin Mohamad
Zainal Abidin Mohamad (ur. 4 listopada 1959 w Johor Bahru) – malezyjski piosenkarz.
W 1977 roku dołączył do zespołu rockowego Headwind. Swój pierwszy album wydali w 1983, przełomowy dla historii grupy okazał się jednak album Headwind 86 (1986) wraz z Headwind 3, na którym znalazły się przeboje: „Kita Serupa”, „Suraya” i „Memori Luka”. Sukces odniosły również kolejne nagrania formacji (Bisikkanmu, 1987; Dalam Ingatan, 1988).
W 1990 roku rozpoczął karierę solową, czego owocem stał się wydany w 1991 album z gatunku world music, który był kolejnym sukcesem komercyjnym. Do 2017 roku nagrał cztery albumy solowe. W trakcie swojej kariery wylansował przeboje: „Hijau”, „Manis”, „Orak Arek”, „Puteri”, „Bongkar”, „Debu Liar” i „Damai”.
Na swoim koncie ma nagrody Anugerah Industri Muzik, które to zdobył w kategoriach: najlepszy utwór muzyczny (za duet „Satu” z SM Salimem, 1994), najlepszy album (Gamal, 1995).

## Dyskografia (wybór)
Albumy solowe
- 1991: Zainal Abidin
- 1994: Gamal
- 1995: Terang... Sang
- 2004: Puteri

Albumy z Headwind
- 1983: Headwind
- 1986: Headwind 86
- 1986: Headwind 3
- 1987: Bisikkanmu
- 1988: Dalam Ingatan